# CCCF-mästerskapet
CCCF-mästerskapet (engelska: CCCF Championship) var en fotbollsturning för Centralamerika och Karibien. Turneringen spelades mellan 1941 och 1961.  

## Vinnare
| Vinnare  | Nation      | År                                       |
| -------- | ----------- | ---------------------------------------- |
| 7 gånger | Costa Rica  | 1941, 1946, 1948, 1953, 1955, 1960, 1961 |
| 1 gång   | El Salvador | 1943                                     |
| 1 gång   | Panama      | 1951                                     |
| 1 gång   | Haiti       | 1957                                     |

## Turneringens resultat
| År   | Värdnation              | Vinnare     | Tvåa                    | Trea       | Fyra                |
| ---- | ----------------------- | ----------- | ----------------------- | ---------- | ------------------- |
| 1941 | Costa Rica              | Costa Rica  | El Salvador             | Curaçao    | Panama              |
| 1943 | El Salvador             | El Salvador | Guatemala               | Costa Rica | Nicaragua           |
| 1946 | Costa Rica              | Costa Rica  | Guatemala               | Honduras   | El Salvador         |
| 1948 | Guatemala               | Costa Rica  | Guatemala               | Panama     | Curaçao             |
| 1951 | Panama                  | Panama      | Costa Rica              | Nicaragua  | —                   |
| 1953 | Costa Rica              | Costa Rica  | Honduras                | Guatemala  | Curaçao             |
| 1955 | Honduras                | Costa Rica  | Curaçao                 | Honduras   | El Salvador         |
| 1957 | Nederländska Antillerna | Haiti       | Curaçao                 | Honduras   | Panama              |
| 1960 | Kuba                    | Costa Rica  | Nederländska Antillerna | Honduras   | Nederländska Guyana |
| 1961 | Costa Rica              | Costa Rica  | El Salvador             | Honduras   | Haiti               |